# غارامان (غوهران)
غارامان (بالفارسية: گارامان) هي قرية تقع في إيران في Gowharan Rural District. يقدر عدد سكانها بـ 243 نسمة .